# Discografia dei Black Uhuru
Discografia completa della band giamaicana Black Uhuru

## Album in studio

### Band composta da Derrick "Duckie" Simpson, Michael Rose, Errol "Tarzan" Nelson
| Anno | Nome        | Etichetta            |
| ---- | ----------- | -------------------- |
| 1977 | Love Crisis | Greensleeves Records |

### Band composta da Derrick "Duckie" Simpson, Michael Rose, Sandra "Puma" Jones, Sly Dunbar, Robbie Shakespeare
| Anno | Nome       | Etichetta                          |
| ---- | ---------- | ---------------------------------- |
| 1979 | Showcase   | Heartbeat (etichetta discografica) |
| 1980 | Sinsemilla | Island Records                     |
| 1981 | Red        | Mango Records                      |
| 1982 | Chill Out  | Spectrum                           |
| 1985 | Anthem     | Palm                               |

### Band composta da Derrick "Duckie" Simpson, Delroy "Junior" Reid, Sandra "Puma" Jones
| Anno | Nome   | Etichetta   |
| ---- | ------ | ----------- |
| 1986 | Brutal | Ras Records |

### Band composta da Derrick "Duckie" Simpson, Delroy "Junior" Reid, Olafunke
| Anno | Nome     | Etichetta   |
| ---- | -------- | ----------- |
| 1987 | Positive | Ras Records |

### Band composta da Derrick "Duckie" Simpson, Garth Dennis, Don Carlos
| Anno | Nome           | Etichetta     |
| ---- | -------------- | ------------- |
| 1990 | Now            | Mesa/Bluemoon |
| 1991 | Iron Storm     | Mesa          |
| 1993 | Mystical Truth | Mesa          |
| 1994 | Strongg        | Mesa          |

### Band composta da Derrick "Duckie" Simpson, Jenifah Nyah, Andrew Bees
| Anno | Nome        | Etichetta         |
| ---- | ----------- | ----------------- |
| 1998 | Unification | Five Star General |
| 2001 | Dynasty     | Ras Records       |

## Dub
| Anno | Nome               | Etichetta      |
| ---- | ------------------ | -------------- |
| 1982 | Uhuru in Dub       | Csa            |
| 1983 | The Dub Factor     | Island Records |
| 1986 | Brutal Dub         | Ras Records    |
| 1987 | Positive Dub       | Ras Records    |
| 1990 | Now Dub            | Mesa           |
| 1992 | Iron Storm Dub     | Mesa           |
| 1992 | Mystical Truth Dub | Mesa           |
| 1994 | Strongg Dubb       | Mesa           |

## Live
I principali concerti registrati, resi vendibili al pubblico, sono scritti di seguito:
- 1982: Tear it Up
- 1984: Live '84
- 1985: Babylon one Way
- 1988: Live in New York City
- 1995: Live in San Diego
- 2001: Dubbin' It Live
- 2001: Vieilles Charrues Concert
- 2006: Live in London

## Compilation
Sono state fatte molte Compilation e anche qua ne verranno elencate le principali
- 1984: Reggae Greats
- 1990: 20 Greatest Hits
- 1993: Liberation: The Island Anthology
- 1997: RAS Portrais
- 1999: What is Life
- 2000: Ultimate Collection
- 2000: Classic
- 2002: 20th Century Masters - The Millennium Collection: The Best of Black Uhuru
- 2004: This is Crucial Reggae
- 2007: Party in Session